# Squid Game: The Challenge
Squid Game: The Challenge är en brittisk reality- och tävlingsserie från 2023. Första säsongen hade premiär den 22 november 2023 på strömningstjänsten Netflix. Första säsongen består av tio avsnitt, och är baserad på den sydkoreanska TV-serien Squid Game från 2021.
I december 2023 meddelade Neflix att serien kommer att få en andra säsong.

## Handling
I tävlingsserien tävlar, precis som i TV-serien Squid Game, 456 personer om ett pris på 4,56 miljoner USD. Tävlingarna som deltagarna ska genomföra är inspirerade från TV-serien men det kommer även förekomma nya tävlingsmoment. Även om deltagarna inte dödas så har det under inspelningen förekommit verkliga skador som krävs medicinsk behandling. Vad gäller skadornas svårighetsgrad så går uppgifterna isär.